# Elon Musk mua lại Twitter
Elon Musk mua lại Twitter là sự kiện tỉ phú Elon Musk đã bắt đầu thương vụ mua lại công ty mạng xã hội Twitter, Inc. vào ngày 14 tháng 4 năm 2022 và hoàn tất thương vụ vào ngày 27 tháng 10 năm 2022. Elon Musk đã mua cổ phần của công ty này vào tháng 1 năm 2022, trở thành cổ đông lớn nhất của công ty vào tháng 4 với 9,1% cổ phần sở hữu.
Twitter đã mời Elon Musk tham gia hội đồng quản trị của mình, ban đầu lời đề nghị ban đầu ông chấp nhận, sau đó từ chối. Vào ngày 14 tháng 4 năm 2022, Elon Musk đã tự nguyện đưa ra lời đề nghị mua lại công ty, lúc đầu hội đồng quản trị của Twitter đã đáp lại bằng một chiến lược viên thuốc độc. Nhưng ngay sau đó, hội đồng quản trị nhất trí đã chấp nhận lời đề nghị mua lại trị giá 44 tỷ USD của Elon Musk vào ngày 25 tháng 4 năm 2022. Elon Musk tuyên bố rằng ông dự định cho ra mắt các tính năng mới cho Twitter bao gồm biến các thuật toán của nó thành nguồn mở, diệt các tài khoản spambot và thúc đẩy quyền tự do ngôn luận.
Có nhiều ý kiến trái chiều xoay quanh sự kiện này. Một số đã khen ngợi kế hoạch cải cách, tầm nhìn và sự ủng hộ gia tăng tự do ngôn luận của Musk. Tuy nhiên, cũng có những lời chỉ trích về các hệ lụy như khả năng gia tăng thông tin sai lệch, quấy rối hay phát ngôn thù hận trên nền tảng. Tại Hoa Kỳ, phe bảo thủ phần lớn ủng hộ việc mua lại, trong khi phe tự do và cựu nhân viên Twitter lo ngại về ý định của Musk. Sau khi làm chủ, Musk đã bị chỉ trích dữ dội vì cách quản lý công ty của ông và việc đình chỉ tài khoản.

## Ban đầu

### Bối cảnh
Tỉ phú Elon Musk đã xuất bản dòng tweet đầu tiên lên tài khoản Twitter cá nhân của mình vào tháng 6 năm 2010. Thời điểm đó, tài khoản của ông có hơn 80 triệu người theo dõi vào tháng 4 năm 2022. Vào năm 2017, để đáp lại một dòng tweet gợi ý rằng ông nên mua Twitter, Inc., Elon Musk trả lời: Giá nó bao nhiêu?
Vào ngày 24 tháng 3 năm 2022, Elon Musk bắt đầu đăng những dòng tweet chỉ trích Twitter, thăm dò ý kiến những người theo dõi của mình về việc liệu công ty có tuân thủ nguyên tắc tự do ngôn luận là điều cần thiết cho một nền dân chủ đang hoạt động hay không. Vài ngày sau, ông thảo luận về tương lai của truyền thông xã hội với người đồng sáng lập Twitter Jack Dorsey và khám phá khả năng tham gia hội đồng quản trị của Twitter với đồng giám đốc điều hành của công ty cổ phần tư nhân Silver Lake, Egon Durban. Ông ấy đã chuyển ý tưởng này tới chủ tịch hội đồng quản trị Twitter Bret Taylor và Giám đốc điều hành Parag Agrawal, đề xuất chuyển công ty thành tư nhân hoặc bắt đầu một nền tảng truyền thông xã hội đối thủ. Jack Dorsey đã trả lời Elon Musk bằng một tin nhắn văn bản, nói rằng ông ấy hy vọng Twitter có thể trở thành mã nguồn mở và đã thất bại trong việc thúc đẩy việc đưa Elon Musk vào hội đồng quản trị của Twitter một năm trước đó, một động thái khiến ông ấy rời bỏ vai trò Giám đốc điều hành của mình.

### Những phát triển đầu tiên
Musk bắt đầu mua cổ phiếu của Twitter vào ngày 31 tháng 1 năm 2022. Vào ngày 4 tháng 4, ông thông báo rằng hiện ông đang nắm giữ 9,2% cổ phần của công ty với tổng trị giá 2,64 tỷ đô la Mỹ, khiến ông trở thành cổ đông lớn nhất của công ty. Sau thông báo trên, cổ phiếu của Twitter trải qua đợt tăng giá lớn nhất trong ngày kể từ đợt phát hành công khai lần đầu của công ty vào năm 2013, tăng tới 27%. Ngày tiếp theo, Twitter mời Musk tham gia hội đồng quản trị của công ty và ông đã chấp nhận. Điều này đã được Ủy ban Đề cử và Quản trị Doanh nghiệp của Twitter đề xuất với hội đồng quản trị ba ngày trước đó, trong đó một số thành viên hội đồng bày tỏ sự lo ngại về "tác động bất lợi tiềm ẩn đối với giá trị cổ đông". Vị trí này sẽ khiến Musk không thể sở hữu quá 14,9% cổ phần và ông sẽ bị hạn chế khả năng phát biểu công khai về công ty của ông. Ngày hôm đó, Musk gọi điện cho Dorsey, người đã từ chối lời đề nghị của Musk để anh tiếp tục ở lại hội đồng quản trị.
Vào ngày 11 tháng 4, sau khi xuất bản một số dòng tweet chỉ trích công ty, Musk tuyên bố ông quyết định sẽ không tham gia hội đồng quản trị. Thay vài đó, ông thông báo với Twitter rằng ông dự định đưa ra lời đề nghị tư nhân hóa công ty. Vào ngày 12 tháng 4, hội đồng quản trị của Twitter đã gặp các luật sư và cố vấn tài chính để cân nhắc về phân chia thỏa thuận cũng như các lựa chọn của họ, trong khi đó một số cổ đông của công ty kiện Musk vì bị cáo buộc thao túng giá cổ phiếu của công ty và vi phạm quy tắc của Ủy ban Giao dịch và Chứng khoán Hoa Kỳ.